# Francisco Menéndez
Francisco Menéndez Valdivieso (3 décembre 1830 - 22 juin 1890) est un militaire et homme politique salvadorien. Il est président par intérim du Salvador du 22 juin 1885 au 1er mars 1887, puis président du Salvador du 1er mars 1887 jusqu'à sa mort le 22 juin 1890. 
Le général Francisco Menéndez est né à Ahuachapán le 3 décembre 1830 et est décédé à San Salvador le 22 juin 1890. Ses parents sont José Eustachian Menéndez et Gabriela Valdivieso, de riches propriétaires fonciers. En 1858, Menéndez épouse Bonifacia Salazar dans un mariage arrangé.  
À l'âge de 41 ans, il s'investit dans la révolution de 1871 qui chasse de la ville Francisco Dueñas, le maire d'Ahuachapan. 
À 51 ans, Menéndez est nommé président par intérim du Salvador le 22 juin 1885, recevant le pouvoir suprême de José Rosales. 